# Lidia Brito
Lidia Arthur Brito es una ingeniera y dasónoma mozambiqueña experta de silvicultura, y conferencista universitaria, investigadora y asesora en la Universidad Eduardo Mondlane.

## Biografía
Brito posee un grado en Ingeniería forestal por la Universidad Eduardo Mondlane (Mozambique) y recibió un M.Sc. y Ph.D. en Ciencias Forestales por la Universidad Estatal de Colorado (EE. UU.) Sirvió como primera ministra de Educación Superior, Ciencia y Tecnología de Mozambique (2000–2005) y vicerrectora de la Universidad Eduardo Mondlane  (1998–2000).
Más recientemente, sirvió como Advisor del Alcalde de Maputo en Planificación Estratégica y Relaciones Externas en la capital de Maputo. Internacionalmente,  es una reconocida académica promoviendo desarrollo sostenible, y administración comunitaria basada en África en general, y es miembro del Consejo de Gobernanza IHE-UNESCO desde diciembre de 2009. Brito es directora de política de ciencia en UNESCO y es copresidenta de la conferencia, Planeta bajo Presión.
Es también una participante activa y conferencista en muchas conferencias y cumbres internacionales.